# Kanton Chauvigny
Chauvigny is een kanton van het departement Vienne in Frankrijk. Het kanton maakt deel uit van de arrondissementen Montmorillon (8) en Châtellerault (7).

## Gemeenten
Het kanton Chauvigny omvatte tot 2014 de volgende 8 gemeenten:
- Chapelle-Viviers
- Chauvigny (hoofdplaats)
- Fleix
- Lauthiers
- Leignes-sur-Fontaine
- Paizay-le-Sec
- Sainte-Radégonde
- Valdivienne

Na de herindeling van de kantons door  het decreet van 26 februari 2014 met uitwerking op 22 maart 2015 omvat het kanton volgende 15 gemeenten:
- Archigny
- Availles-en-Châtellerault
- Bellefonds
- Bonneuil-Matours
- Cenon-sur-Vienne
- Chapelle-Viviers
- Chauvigny
- Fleix
- Lauthiers
- Leignes-sur-Fontaine
- Monthoiron
- Paizay-le-Sec
- Sainte-Radégonde
- Valdivienne
- Vouneuil-sur-Vienne